# Lubycza Kameralna
Lubycza Kameralna (alt. Lubycza Camerale, Lubycza Królewska Wieś; ukr. Камеральна Любича) – zniesona wieś, której dawne granice katastralne znajdują się obcenie w granicach miasta Lubycza Królewska, obszaru wiejskiego gminy Lubycza Królewska oraz gminy Bełżec w województwie lubelskim, w powiecie tomaszowskim.
Lubycza Kameralna stanowiła jedną z trzech miejscowości skupiska lubyckiego, obejmującego (1) miasteczko Lubycza Królewska, (2), wieś Lubycza Kameralna (lub Lubycza-Wieś) oraz (3) wieś Lubycza-Kniazie. Lubycza Kameralna była wsią rozproszoną, składającą się z wielu mniejszych skupisk osadniczych rozmieszczonych na dużym obszarze.
Lubycza Kameralna stanowiła odrębną gminę jednostkową w powiecie rawskim, od 1920 w województwie lwowskim. W 1921 roku liczyła 1483 mieszkańców, w tym 698 mężczyzn i 785 kobiet, w 270 budynkach mieszkalnych. 1 sierpnia 1934 gminę Lubycza Kameralna zniesiono i włączono do nowo utworzonej gminy Lubycza Królewska. 17 września 1934 utworzono gromadę (sołectwo) Lubycza Kameralna (obejmującą miejscowości: Lubycza Kameralna, Borysy, Dęby, Gruszka, Łużki, Łysy, Mrzygłody, Netreba, Ruda Lubycka, Sołtysy, Szalenik i Święć) w granicach gminy  Lubycza Królewska. 
Po II wojnie światowej Lubycza Kameralna stanowiła jedną z 10 gromad gminy Lubycza Królewska, która weszła w skład powiatu tomaszowskiego w województwie lubelskim. W związku z reformą administracyjną kraju jesienią 1954, Lubycza Kameralna weszła w skład nowo utworzonej gromady Lubycza Królewska, oprócz kolonii Szalenik i wsi Święć (Święcie), które włączono do nowo utworzonej gromady Bełżec. Po kolejnej reformie administracyjnej w 1973 roku Lubycza Kameralna przestała funkcjonować jako samodzielna wieś.